# 開心大笑/NEW WORLD MUSIC
《開心大笑/NEW WORLD MUSIC》（日语：笑ってたいんだ/NEW WORLD MUSIC）是日本組合生物股長的第20張單曲，於2011年7月20日由Epic Records Japan發行。

## 概要
《開心大笑/NEW WORLD MUSIC》是一張雙A面單曲。單曲距離前作《因為有你》發行約11個月，是生物股長在2011年發行的首張單曲。單曲在初回期間附有「生物卡片024」。 由於在前作發售後有專輯《生物百科圖鑑～團員精選～》以及組合首個競技場巡迴演唱會，故本作跟前作發行的間隔為歷來最長的。
2011年6月15日，生物股長時隔6個月再次出席直播節目，在電台節目《生物股長吉岡聖惠的全夜日本》中宣布發行第20張單曲，《開心大笑》亦首次在大氣電波播放。 其後，7月23日和24日，他們在橫濱球場舉行的演唱會上首次現場表演《開心大笑》和《NEW WORLD MUSIC》。

## 歌曲
《NEW WORLD MUSIC》的製作和錄音工作由2011年1月開始，2月結束；《開心大笑》則由3月開始，於4月、5月左右完成。《開心大笑》由於是兩首歌組合一起而作成，所以在其單曲A面曲中第二長（6:09）；最長的是《兩人》（6:17）。這首歌由龜田誠治編曲。他自5年4個月前的《熱牛奶》來再次為生物股長編曲。
根據成員水野良樹所講，因為開始製作《開心大笑》時東日本大震災發生，平時使用的詞語的意思都變得有點不同，所以他不知該寫甚麼才好。經過成員商量後，決定不刻意作一首關於震災的歌曲，而是直接以普普通通寫一首流行曲的方向去製作這首曲子。不過，水野亦表示，因為他看了不少有關震災的影片，所以徹底地這樣做亦令他在寫這首歌時頗為動搖。
水野在2011年7月13日《鬧鐘電視》的訪問中，說《NEW WORLD MUSIC》的名稱原來是（不是I 就不是You），但在震災後覺得「NEW WORLD MUSIC」有更深層的意思，所以就改名了。
《開心大笑》是日產汽車「日産SERENA」的廣告歌曲，《NEW WORLD MUSIC》是富士電視系節目《鬧鐘電視》的2011年度主題曲（2011年4月1日至2012年3月30日）。
2011年，生物股長以《開心大笑》獲得第53屆日本唱片大獎的優秀作品獎，再加上2009年的《YELL》和2010年的《感謝》，組合連續三年獲得此獎項。在12月30日的頒獎典禮上，為這首歌編曲的龜田誠治亦以貝斯手身份參與演奏。

## 歌曲列表
| CD   | CD                             | CD       | CD         | CD   |
| 曲序 | 曲目                           | 词曲     | 编曲       | 时长 |
| ---- | ------------------------------ | -------- | ---------- | ---- |
| 1.   | 開心大笑                       | 水野良樹 | 龜田誠治   | 6:09 |
| 2.   | NEW WORLD MUSIC                | 水野良樹 | 蔦谷好位置 | 4:30 |
| 3.   | 開心大笑 -instrumental-        | －       | －         |      |
| 4.   | NEW WORLD MUSIC -instrumental- | －       | －         |      |

## 外部連結
- 生物股長官方網站（日語）
- Sony Music （页面存档备份，存于）（日語）
- 台灣索尼音樂[永久]